# Острова Этеридж
Острова Этеридж — группа из двух островов в архипелаге Земля Франца-Иосифа, Приморский район Архангельской области России.

## Расположение
Расположены в южной части архипелага в 11 километрах к югу от мыса Угольного — юго-западного окончания острова Гукера. В 5 километрах к северо-востоку от острова Ньютона лежит небольшой остров Мей.

## Описание
Больший остров группы имеет неровную прямоугольную форму длиной 2,5 километра и шириной около 1,2 километра, меньший имеет около 800 метров в длину. Острова свободны ото льда, на большем из них расположен снежник высотой до 21 метра, на обоих островах каменистые россыпи.
Названы в честь американского учёного Ричарда Эмметта Этериджа — палеонтолога, работавшего в Арктике. Отдельных названий не имеют.